# Peter Ditlev Faber
Peter Ditlev Faber (15. september 1768 – 17. marts 1847) var en dansk præst og landøkonomisk forfatter.

Faber tog attestats 1791 og fik 4 år efter Jungshoved Sognekald, som han beklædte i 15 år, indtil han 1810 fik sin afsked "efter Ansøgning". Utvivlsomt stod hans hu mere til landmandens end til præstens gerning, han var stokrationalist og stod ikke på nogen god fod med sin menighed. Men som landøkonom var han virksom og dygtig.
Allerede som præst var han kommissionær ved herregårdes køb og salg og røgtede inspektionen af godser, hvis ejere var fraværende. Efter sin afsked forpagtede og ejede han flere gårde og udfoldede en betydelig litterær virksomhed.
Han oversatte fremmede forfattere, skrev bøger og artikler, udgav tidsskrifter, udarbejdede planer for "Indretning af Biblioteker til Almuens Brug", for hvilke han af Landhusholdningsselskabet modtog flere guldmedaljer etc.
Af hans skrifter kan nævnes: Gives der Midler til at forbedre Landmandens Kaar, og hvilke er disse? (1823), Anvisning til Husdyrenes Fodring og Pleje, grundet paa Erfaring (1836) og en dyrlægebog (1839).